# 180 pr. n. št.

## Rojstva
- Antioh, kralj Selevkidskega cesarstva († 170 pr. n. št.)
- Panetij, grški filozof († 110 pr. n. št.)